# Harald Germer
Harald Germer (* 18. April 1952 in Aschaffenburg) ist ein deutscher Künstler und Spieleautor. Internationale Bekanntheit erlangte Germer in den 1990er Jahren durch seine Mail-Art-Aktionen, darunter beispielsweise das Projekt 2000 Namen aus dem Jahr 1999.

## Leben
Nach seinem Abitur im Jahr 1972 studierte Harald Germer zunächst für ein Jahr Physik, Astronomie und Kunst in Frankfurt am Main. Danach begann er 1973 ein Studium an der Akademie der Bildenden Künste München. Im Jahr 1978 legte Germer sein erstes Staatsexamen im Bereich Kunsterziehung ab. Nach einem zweijährigen Referendariat in Kempten (Allgäu) absolvierte er ein zweites Staatsexamen im Bereich Kunsterziehung für Gymnasien und ließ sich im Landkreis Miltenberg nieder. Dort ist er seit 1980 tätig.
Zwischen 1980 und 1998 unterrichtete Harald Germer Kunsterziehung am Hermann-Staudinger-Gymnasium in Erlenbach.  Ab 1998 unterrichtete er Kunsterziehung am Friedrich-Dessauer-Gymnasium Aschaffenburg, wo er auch die schuleigene Schachgruppe leitete. Im Sommer 2016 ging er in den Ruhestand.

## Tätigkeiten
Seit 1983 ist Germer als Spieleautor und Spieledesigner aktiv. Im Jahr 1987 veröffentlichte er das Spiel Ayanu bei Edition Perlhuhn, welches dann 1989 beim Franckh-Kosmos-Verlag erneut veröffentlicht wurde. Ein Jahr später wirkte Germer bei der Gestaltung des Spiels Heuchel & Meuchel mit. 2008 war Germer Mitorganisator des Spielefestivals in Amorbach. Anlässlich der Fußball-Weltmeisterschaft 2006 gestaltete Germer für den „Ball of Nations“, ein Projekt des Spielemuseums Chemnitz, eine sechseckige Tafel für das Land USA.
In den Jahren 2006 und 2007 war Harald Germer mit der Gestaltung der Fenster der Wallfahrtskirche St. Wendelin und St. Nikolaus in Kirchzell-Breitenbach betraut. Die Kirche wurde 2007 wieder eingeweiht. Die Glasfenster setzten sich mit der Thematik Wasser und Meditation auseinander. Seit 2009 ist Harald Germer als Referent für Schulschach in Unterfranken tätig und zeichnete für die Ausrichtung der Unterfränkischen Schulschach Meisterschaften 2010/2011 an unterfränkischen Schulen verantwortlich.
Im Jahr 2020 wurde sein Spiel "Don Q und die unbekannte Yante" verlegt.